# President Avenue
Die President Avenue ist eine kurze Verbindungsstraße im Südosten von Sydney im Osten des australischen Bundesstaates New South Wales. Sie verbindet den Princes Highway im Vorort Kogerah im Westen mit The Grand Parade südlich von Brighton-Le-Sands im Osten, am Westufer der Botany Bay. In ihrem Mittelteil, der getrennte Fahrbahnen besitzt, durchquert sie den Rockdale Bicentennial Park.